# Cearacesa
Cearacesa is een geslacht van rechtvleugeligen uit de familie krekels (Gryllidae). De wetenschappelijke naam van dit geslacht is voor het eerst geldig gepubliceerd in 2010 door Koçak & Kemal.

## Soorten
Het geslacht Cearacesa omvat de volgende soorten:
- Cearacesa cearensis Rehn, 1917
- Cearacesa nova Rehn, 1917